# Guo Dan
Dans ce nom, le nom de famille, Guo, précède le nom personnel.
Guo Dan est une archère chinoise née le 20 décembre 1985 à Tieling (Chine).

## Palmarès
- Jeux olympiques de 2008 à Pékin
  -  Médaille d'argent au concours par équipes